# Drepanosticta annandalei
Drepanosticta annandalei – gatunek ważki z rodziny Platystictidae.